# 甲府市立図書館
甲府市立図書館（こうふしりつとしょかん）は、山梨県甲府市にある市立図書館である。甲府市城東1丁目12番33号の本館のほかに、7の分室（遊亀公民館（総合市民会館）、東部市民センター、西部市民センター、南部市民センター、北部市民センター、北東部市民センター）を設置している。
開館当初は同市南部の遊亀公園内にあったが、旧琢美小学校（現善誘館小学校）が1983年（昭和58年）に移転したことにより、琢美小学校跡地である現在地に平成8年(1996年)10月4日 に移設新築された。

## サービス
- 開館時間
  - 火曜日〜金曜日 10:00〜19:00
  - 土曜・日曜・祝日 10:00〜17:00
- 休館日
  - 月曜日(この日が祝日にあたる場合は、原則的に翌日)・月末整理日・年末年始・特別整理期間(年14日以内)
- 貸出点数・期間
  - 本館 書籍は10点以内(うち雑誌は3点・漫画は2点以内) 15日間・視聴覚資料は2点以内 8日間
  - 移動図書館 書籍は5点以内(うち雑誌は3点・漫画は2点以内) 次の定期巡回日まで
- 予約点数
  - 書籍は5点以内(うち雑誌は3点・視聴覚資料は2点以内)

## 交通
- 金手駅より徒歩5分
- 甲府駅南口5番乗り場、善光寺、酒折駅入口より山梨交通バス90・91・98・99系統、富士急バス(玉諸小学校行以外の便)に乗車、「甲府市立図書館入口」バス停下車、徒歩3分。